# 下田市立下田東中学校
下田市立下田東中学校（しもだしりつしもだひがしちゅうがっこう）は、かつて静岡県下田市にあった市立中学校。所在地は下田市柿崎1106。

## 概要
名前の通り下田市の東側を学区とする中学校。
地元では東中（ひがしちゅう）と呼ばれている。
学区内には九十浜海水浴場、外浦海水浴場、白浜大浜海水浴場、白浜中央海水浴場といった海水浴場が多い。
後述のとおり、2022年春をもって閉校。跡地・建物は、今後予定されている下田警察署庁舎の建て替え工事の間、仮庁舎として使用されるとのことで、2024年度中に校舎建物の改修工事を施し2025年1月から2027年6月頃まで仮庁舎として業務を行う。

## 沿革
1966年（昭和41年）4月1日、下田町立浜崎中学校および同町立白浜中学校を統合して同町立下田東中学校として開校。
1967年（昭和42年）6月1日、現所在地に校舎完成。
1971年（昭和46年）1月1日、市制施行に伴い下田市立下田東中学校と改称。
2022年（令和4年）3月31日、深刻な少子化の影響により、稲梓中学校、稲生沢中学校とともに下田中学校へ統合し、閉校。

## 学区（2021年度まで）
東中学校の学区は下記の2つの小学校の範囲となる。
- 下田市立浜崎小学校
- 下田市立白浜小学校

## 部活動
- 男子・女子バレー部
- 男子・女子バスケットボール部

### 過去
- 女子卓球部 - 廃部